# 雅罗斯拉夫·普什鲍尔
雅罗斯拉夫·普什鲍尔（捷克語：Jaroslav Pušbauer，1901年7月31日—1976年6月6日），捷克男子冰球运动员。他曾代表捷克斯洛伐克国家队参加1928年和1936年冬季奥林匹克运动会冰球比赛，分别获得第五名和第四名。